# Centuíno de Wessex
Centuíno (em inglês: Centwine ou Centwin) foi rei de Wessex de 676 até 685. Nascido em cerca de 643, ele foi o sucessor de Escuíno, por ser filho de Cinegilso e irmão de Cenualho. Ele também é pai de Santa Ermenburga, abadessa de Minster-in-Thanet em Kent, e avô de Santa Milburga, abadessa do priorado de Wenlock, Mildred e de uma outra mulher que foi canonizada.
Ele ganhou três batalhas contra os habitantes da Cornualha, sendo a mais conhecida a de 682. Segundo algumas fontes, ele teria morrido em 685, mas segundo outras ele abdicou.